# Jiří Beran
Jiří Beran (Praga, 18 de enero de 1982) es un deportista checo que compite en esgrima, especialista en la modalidad de espada.
Participó en dos Juegos Olímpicos de Verano, en los años 2016 y 2024, obteniendo una medalla de bronce en París 2024, en la prueba por equipos (junto con Jakub Jurka, Martin Rubeš y Michal Čupr).
Ganó dos medallas de bronce en el Campeonato Europeo de Esgrima, en los años 2017 y 2019.

## Palmarés internacional
| Juegos Olímpicos   | Juegos Olímpicos      | Juegos Olímpicos  | Juegos Olímpicos   |
| Año                | Lugar                 | Medalla           | Prueba             |
| ------------------ | --------------------- | ----------------- | ------------------ |
| 2024               | París (Francia)       | Medalla de bronce | Espada por equipos |
| Campeonato Europeo |                       |                   |                    |
| Año                | Lugar                 | Medalla           | Prueba             |
| 2017               | Tiflis (Georgia)      | Medalla de bronce | Espada por equipos |
| 2019               | Düsseldorf (Alemania) | Medalla de bronce | Espada individual  |